# Saison 2010-2011 du Bayern Munich
Maillots
Chronologie
Saison précédente Saison suivante
Le Bayern de Munich est un club de football allemand qui évolue en Bundesliga pour la saison 2010-2011.

## Transferts

### Transferts estivaux
| Nom             | Nationalité | Poste     | Transfert           | Provenance/Destination | Division             |
| --------------- | ----------- | --------- | ------------------- | ---------------------- | -------------------- |
| Arrivées        |             |           |                     |                        |                      |
| David Alaba     | Autriche    | Défenseur | Premier contrat pro | Bayern Munich II       | 3.Liga               |
| Toni Kroos      | Allemagne   | Milieu    | Retour de prêt      | Bayer Leverkusen       | Bundesliga           |
| José Sosa       | Argentine   | Milieu    | Retour de prêt      | Estudiantes            | Torneo Clausura      |
| Luca Toni       | Italie      | Attaquant | Retour de prêt      | AS Rome                | Serie A              |
| Breno           | Brésil      | Défenseur | Retour de prêt      | FC Nuremberg           | Bundesliga           |
| Andreas Ottl    | Allemagne   | Milieu    | Retour de prêt      | FC Nuremberg           | Bundesliga           |
| Edson Braafheid | Pays-Bas    | Défenseur | Retour de prêt      | Celtic Glasgow         | Scottish Premiership |
| Départs         |             |           |                     |                        |                      |
| José Sosa       | Argentine   | Milieu    | Transfert (3 M€)    | SCC Naples             | Serie A              |
| Luca Toni       | Italie      | Attaquant | Fin de contrat      | Genoa CFC              | Serie A              |
| Christian Lell  | Allemagne   | Défenseur | Fin de contrat      | Hertha Berlin          | 2.Bundesliga         |
| Andreas Görlitz | Allemagne   | Défenseur | Fin de contrat      | FC Ingolstadt          | 2.Bundesliga         |
| Michael Rensing | Allemagne   | Gardien   | Fin de contrat      | FC Cologne             | Bundesliga           |
| Mehmet Ekici    | Turquie     | Milieu    | Prêt                | FC Nuremberg           | Bundesliga           |

### Transferts hivernaux
| Nom               | Nationalité | Poste     | Transfert         | Provenance/Destination | Division   |
| ----------------- | ----------- | --------- | ----------------- | ---------------------- | ---------- |
| Arrivées          |             |           |                   |                        |            |
| Luiz Gustavo      | Brésil      | Milieu    | Transfert (10 M€) | TSG Hoffenheim         | Bundesliga |
| Départs           |             |           |                   |                        |            |
| Martín Demichelis | Argentine   | Défenseur | Transfert (3 M€)  | Málaga CF              | LaLiga     |
| David Alaba       | Autriche    | Défenseur | Prêt              | TSG Hoffenheim         | Bundesliga |
| Mark van Bommel   | Pays-Bas    | Milieu    | Fin de contrat    | AC Milan               | Serie A    |
| Edson Braafheid   | Pays-Bas    | Défenseur | Fin de contrat    | TSG Hoffenheim         | Bundesliga |

## Compétitions
| Bundesliga          | Coupe d'Allemagne                   | Ligue des Champions                                | Supercoupe d'Allemagne            |
| ------------------- | ----------------------------------- | -------------------------------------------------- | --------------------------------- |
| Troisième 65 points | Demi-finale face à Schalke 04 (0-1) | Huitièmes de finale face au Inter Milan (0-1, 2-3) | Vainqueur face à Schalke 04 (2-0) |
| 19V 8N 7D           | 4V 0N 1D                            | 6V 0N 2D                                           | 1V 0N 0D                          |
| TOTAL: 30V 8N 10D   |                                     |                                                    |                                   |

## Championnat d'Allemagne

### Classement
| Rang | Équipe                | Pts | J  | G  | N | P  | Bp | Bc | Diff | Qualification ou relégation                                             |
| ---- | --------------------- | --- | -- | -- | - | -- | -- | -- | ---- | ----------------------------------------------------------------------- |
| 1    | Borussia Dortmund (C) | 75  | 34 | 23 | 6 | 5  | 67 | 22 | +45  | Qualification pour la phase de groupes de la Ligue des champions        |
| 2    | Bayer Leverkusen      | 68  | 34 | 20 | 8 | 6  | 64 | 44 | +20  | Qualification pour la phase de groupes de la Ligue des champions        |
| 3    | Bayern Munich         | 65  | 34 | 19 | 8 | 7  | 81 | 40 | +41  | Qualification pour les barrages de la Ligue des champions               |
| 4    | Hanovre 96            | 60  | 34 | 19 | 3 | 12 | 49 | 45 | +4   | Qualification pour la phase de groupes de la Ligue Europa               |
| 5    | FSV Mayence           | 58  | 34 | 18 | 4 | 12 | 52 | 39 | +13  | Qualification pour le deuxième tour de qualification de la Ligue Europa |

1. ↑  Schalke 04, vainqueur de la Coupe d'Allemagne, se qualifie pour le tour de barrage de la Ligue Europa.

### Évolution du classement et des résultats
| Journée  | 1  | 2   | 3   | 4  | 5  | 6  | 7   | 8   | 9   | 10 | 11 | 12 | 13 | 14 | 15 | 16 | 17 | 18 | 19 | 20 | 21 | 22 | 23 | 24 | 25 | 26 | 27 | 28 | 29 | 30 | 31 | 32 | 33 | 34 | Journées en tête |
| -------- | -- | --- | --- | -- | -- | -- | --- | --- | --- | -- | -- | -- | -- | -- | -- | -- | -- | -- | -- | -- | -- | -- | -- | -- | -- | -- | -- | -- | -- | -- | -- | -- | -- | -- | ---------------- |
| Résultat | V  | D   | N   | N  | V  | D  | D   | V   | N   | V  | N  | V  | N  | V  | D  | V  | V  | N  | V  | V  | D  | V  | V  | D  | D  | V  | V  | V  | N  | V  | N  | V  | V  | V  | —                |
| Rang     | 6e | 12e | 11e | 9e | 8e | 9e | 12e | 10e | 11e | 7e | 9e | 6e | 9e | 5e | 7e | 6e | 5e | 5e | 4e | 3e | 5e | 3e | 3e | 4e | 5e | 4e | 4e | 3e | 4e | 3e | 4e | 3e | 3e | 3e | 0                |

### Ligue des Champions

#### Parcours en Ligue des Champions

##### Phase de groupes
| Rang | Équipe        | Pts | J | G | N | P | Bp | Bc | Diff |  | Résultats (▼ dom., ► ext.) |     |     |     |     |
| ---- | ------------- | --- | - | - | - | - | -- | -- | ---- |  | -------------------------- | --- | --- | --- | --- |
| 1    | Bayern Munich | 15  | 6 | 5 | 0 | 1 | 16 | 6  | +10  |  | Bayern Munich              |     | 2-0 | 3-0 | 3-2 |
| 2    | AS Rome       | 10  | 6 | 3 | 1 | 2 | 10 | 11 | -1   |  | AS Rome                    | 3-2 |     | 1-3 | 2-1 |
| 3    | FC Bâle       | 6   | 6 | 2 | 0 | 4 | 8  | 11 | -3   |  | FC Bâle                    | 1-2 | 2-3 |     | 1-0 |
| 4    | CFR Cluj      | 4   | 6 | 1 | 1 | 4 | 6  | 12 | -6   |  | CFR Cluj                   | 0-4 | 1-1 | 2-1 |     |